# Museum of Hoaxes
Museum of Hoaxes là trang web do Alex Boese tạo ra vào năm 1997 tại San Diego, California đóng vai trò như một nguồn thông tin và thảo luận về những trò lừa bịp và truyền thuyết thành thị, cả trong quá khứ và hiện tại.
Năm 2004, tạp chí PC Magazine đã đưa trang web này lọt vào danh sách "100 Trang Web Hàng Đầu Mà Bạn Biết Là Mình Không Thể Sống Thiếu Được", và tờ Sci Fi Weekly vinh danh đây là "trang web của tuần" dành cho tuần lễ đầu tiên vào ngày 7 tháng 2 năm 2007.
Boese từng xuất bản hai cuốn sách viết về trò lừa bịp: Museum of Hoaxes và Hippo Eats Dwarf: A Field Guide to Hoaxes and Other B.S. Cuốn sách thứ ba của Boese nhan đề Elephants on Acid, tập trung vào những thí nghiệm khoa học bất thường, với cuốn tiếp theo nhan đề Electrified Sheep được xuất bản vào năm 2011. Cuốn sách mới nhất của ông mang tên Psychedelic Apes nói về những lý thuyết kỳ lạ nhất trong khoa học và lịch sử được xuất bản vào năm 2019..